# Clive Cussler
Clive Eric Cussler (Aurora, 1931. július 15. – Scottsdale, 2020. február 24.) amerikai kalandregényíró és mélytengeri kutató. Regényei több mint 20 alkalommal kerültek a The New York Times bestseller-listájára. A NUMA – National Underwater and Marine Agency (Országos Mélytengeri és Tengerészeti Ügynökség) alapítója és elnöke, amely közel 80 hajóroncs vagy egyéb mélytengeri lelőhely utáni kutatásban és feltárásban vett részt. Több mint 80 könyv egyedüli vagy vezető szerzője, amelyek több mint 100 országban, mintegy 40 nyelven jelentek meg több mint 125 millió példányban, és amelyek tévéműsorok és filmek alapjául szolgáltak.

## Élete
1931. július 15-én született Illinois állambeli Aurorában született, Amy Adeline (Hunnewell) és Eric Edward Cussler fiaként. Gyermekkorát Kaliforniában, Alhambrában nőtt fel. Anyja ősei Angliából, apja pedig Németországból származott. 14 évesen korában megkapta az Eagle Scout rangot. Két évig a Pasadena City College-ba járt, majd a koreai háború alatt az Egyesült Államok légierejének tagja őrmesterként, a MATS – Military Air Transport Service (Katonai Légiszállítási Szolgálat) állományában mint repülőgép-szerelő és fedélzeti mérnök.
Leszerelés után reklámszöveg-íróként, majd kreatív igazgatóként dolgozott reklámügynökségeknél, ahol elsősorban rádió- és televízióreklámok készítésében vett részt, több nemzetközi díjat nyert.
1997-ben tiszteletbeli doktorrá (D.Litt – az irodalomtudomány doktora) avatták a New York-i Állami Egyetem Tengerészeti Főiskoláján (SUNY Maritime College), az előző évben publikált The Sea Hunters című tudományos-ismeretterjesztő művéért. 2002-ben elnyerte a US Navy Memorial Foundation (Egyesült Államok Haditengerészeti Emlékezeti Alapítvány) Naval Heritage Award (Haditengerészeti Örökség) díját a tengeri kutatás területén tett erőfeszítéseiért. Tagja volt a New York-i Explorers Clubnak, a londoni Brit Királyi Földrajzi Társaságnak és az Amerikai Oceanográfusok Társaságának.
1955-ben házasodott össze Barbara Knight-tal, aki 2003-ban hunyt el. Három gyermekük született: Teri, Dirk és Dayna. Teri Cussler a coloradói Arvadában található Cussler Múzeum alapítója és igazgatója, ahol Cussler klasszikus autógyűjteménye található. Dirk Cussler író, apja több regényének társszerzője, a NUMA vezetőségi tagja. Dayna Cussler filmproducer, forgatókönyvíró, jelmeztervező és színésznő. Később feleségül vette Janet Horvath-ot.
Részben Arizonában, részben Coloradóban élt, 2020. február 24-én halt meg az arizonai Scottsdale-ben lévő otthonában 88 évesen.

## Munkássága

### NUMA
Mélytengeri kutatóként több hajóroncs felfedezése fűződik a nevéhez (melyekről ismeretterjesztő könyveket is írt), valamint az Országos Mélytengeri és Tengerészeti Ügynökség nevű nonprofit szervet megalapítása. Az ügynökség több regényében is szerepel, mint kormányzati szerv.
A szervezet részt vett a The Sea Hunters nevű ismeretterjesztő tévésorozat elkészítésében, melynek során több hajóroncs felfedezését is bemutatják, a hajó történetével együtt. A műsor házigazdái Clive Cussler és James Delgado író, történész, tengeri régész, a Vancouver-i Tengerészeti Múzeum igazgatója voltak.

#### A NUMA és Clive Cussler többek között az alábbi roncsok felkutatásában vett részt
- USS Carondelet
- RMS Carpathia
- USS Cumberland
- HMS Defence
- CSS Florida
- H.L.Hunley
- CSS Manassas
- Zavala
- SM U-20

## Irodalmi munkássága
1965-ben kezdett írni, első regényeit többször elutasították a kiadók, ezért egy nyugalomba vonuló, fiktív irodalmi ügynök nevében, a kéziratokat mellékelve, levelet írt Peter Lampack nek , aki szerződést kötött Cusslerrel. Harmadik regénye, az „Emeld ki a Titanicot” a New York Times bestsellere lett, és 1980-ban filmet forgattak belőle.
Leghíresebb szereplője, Dirk Pitt egy kalandor lelkű kormányügynök, egy tengerész Indiana Jones, akinek történetei gyakran alternatív történelmi alapról indulnak ki, rendkívüli technikai megoldások mellett erőteljes kalandregény- és thrillermotívumokkal (elsüllyedt kincs, gyönyörű nők, őrült tudósok és megalomán gazemberek).
Regényeinek prológusa sok esetben felvezetésként szolgál, és a múltban játszódik, később valamilyen kapcsolatba kerülvén a történet lényegével, a megoldás része vagy maga a keresett tárgy lesz. Sok esetben ezek elveszett repülők, hajók vagy legendának gondolt kincsek, iratok, amelyeknek létezésére, lelőhelyére a regény antagonistája nyomán jutnak el, sok esetben véletlenül, vagy az utolsó pillanatban, és amelynek megmentéséhez, feltárásához nagy technológiai tudásra és háttérre van szükség, amely legtöbb esetben a tengerészethez, a búvárkodáshoz vagy a hajómérnöki ismeretekhez kapcsolódik.
Regényeiben maga Cussler is többször feltűnik, hol csak említés szintjén, hol aktív részeseként a történetnek, mint valamilyen fontos információ birtokosa, valamint születésnapja (július 15.) is sok esetben fontos, említésre méltó esemény időpontja.

### Feldolgozások
Az Emeld ki a Titanicot című könyvéből 1980-ban A Titanic kincse című film készült Jerry Jameson rendezésében, Jason Robards-szal és Richard Jordannel a főszerepben.
A Szahara című könyvéből azonos című készült film 2005-ben Breck Eisner rendezésében Matthew McConaughey, William H. Macy, Penélope Cruz és Steve Zahn főszereplésével.

### Kritika
- Steven Philip Jones – The Clive Cussler Adventures: A Critical Review 2014[12]

## Bibliográfia

### Dirk Pitt kalandjai
Bár a Pacific Vortex 1983-ban jelent meg, a The Mediterranean Caper előtt íródott és cselekménye korábban történik. A sorozat kötetei alapvetően önállóak, de hivatkozások találhatóak a korábbi történetekre. A The Mediterranean Caper későbbi kiadásban Mayday címen is megjelent. A Valhalla Rising című regényben jelennek meg először Dirk Pitt gyermekei, Dirk Pitt, Jr. és Summer Pitt, akik valamennyi később írt könyvben szerepelnek.
1. Pacific Vortex, 1983
2. The Mediterranean Caper, 1973 – Légitámadás, LAP-ICS Könyvkiadó, 1992
3. Iceberg, 1975 – Jéghegy, LAP-ICS Könyvkiadó, 1995
4. Rise The Titanic, 1976 – Emeld ki a Titanicot!, LAP-ICS Könyvkiadó, 1997
5. Vixen 03, 1978
6. Night Probe!, 1981 – Éjszakai portya, LAP-ICS Könyvkiadó, 1992
7. Deep Six, 1984 – Kísértethajó, LAP-ICS Könyvkiadó, 1996
8. Cyclops, 1986 – Cyclops I-II., LAP-ICS Könyvkiadó, 1994
9. Treasure, 1988
10. Dragon, 1990 – Sárkány I-II., LAP-ICS Könyvkiadó, 1993
11. Sahara, 1992 – Szahara, Aquila Könyvkiadó, 1998
12. Inca Gold, 1994 – Inka arany, LAP-ICS Könyvkiadó, 1997
13. Shock Wave, 1996 – Hullámtörés, LAP-ICS Könyvkiadó, 2001
14. Flood Tide, 1997
15. Atlantis found, 1999
16. Valhalla Rising, 2001 – Walhalla visszatér – Reader’s Digest – Válogatott könyvek, Reader’s Digest Kiadó, 2003
17. Trojan Odyssey, 2003
18. Balck Wind 1), 2004
19. Treasure of Khan 1), 2006 – A Kán kincse, Aquila Könyvkiadó, 2007
20. Arctic Drift 1), 2008
21. Crescent Dawn 1), 2010
22. Poseidon’s Arrow 1), 2012
23. Havana Storm 1), 2014
24. Odessa Sea 1), 2016
25. Celtic Empire 1), 2019

### NUMA-akták
Ez a könyvsorozat Kurt Austinra, a NUMA Különleges Feladatok Divíziójának csapatvezetőjére és kalandjaira összpontosít. A Pitt-regények néhány szereplője, például Sandecker, Al Giordino, Rudi Gunn, Hiram Yaeger és St. Julien Perlmutter ebben a sorozatban is feltűnik. Pitt röviden megjelenik a Tollas kígyó, a Fehér Halál, a Pólusváltás, a Devil’s Gate, a The Storm, a Zero Hour és a Ghost Ship című könyvekben, és említésre kerül Az elveszett városban. Juan Cabrillo, az Oregon hajó kapitánya a The Pharaoh’s Secret című könyvben szerepel.
1. Serpent 2>, 1999 – Tollas kígyó I.P.C. Könyvek, 2015
2. Blue Gold 2), 2000 – Kék arany I.P.C. Könyvek, 2016
3. Fire Ice 2), 2002 – Tűzjég I.P.C. Könyvek, 2017
4. White Death 2), 2003 – Fehér halál I.P.C. Könyvek, 2018
5. Lost City 2), 2004 – Az elveszett város I.P.C. Könyvek, 2019
6. Polar Shift 2), 2005 – Pólusváltás Aquila Könyvkiadó, 2006
7. The Navigator 2), 2007
8. Medusa 2), 2009
9. Devil’s Gate 3), 2011
10. The Storm 3), 2012
11. Zero Hour 3), 2013
12. Ghost Ship 3), 2014
13. The Pharaoh’s Secret 3), 2015
14. Nighthawk 3), 2017
15. The Rising Sea 3), 2018
16. Sea of Greed 3), 2018
17. Journey of the Pharaohs 3), 2020

### Oregon-akták
A sorozat középpontjában az Oregon nevű hajó áll, amely a Flood Tides című Dirk Pitt regényben tűnik fel. Miközben csekély áruszállítónak tűnik, valójában egy csúcstechnológiával felszerelt hajó, amelyet egy meg nem nevezett és titokzatos "Cég" használ Juan Cabrillo vezetésével. A hajót vállalkozásként működtetik, melynek részvényesei a legénység tagjai, és a CIA és más ügynökségek számára dolgoznak a bűncselekmények és a terrorizmus megállítása érdekében. A legénység álruhákhoz, harcokhoz, számítógépes feltörésekhez és egyéb feladatokhoz értő specialistákból áll. Kurt Austin, Joe Zavala és Dirk Pitt a Csontvázpart című regényben kap szerepet.
1. Golden Buddha 4), 2003 – Az Arany Buddha I.P.C. Könyvek, 2011
2. Sacred Stone 4), 2004 – A szent kő I.P.C. Könyvek, 2011
3. Dark Watch 5), 2005 – Éjjeli őrség I.P.C. Könyvek, 2013
4. Skeleton Coast 5), 2006 – Csontvázpart I.P.C. Könyvek, 2015
5. Plague Ship 5), 2008 – Járványhajó I.P.C. Könyvek, 2015
6. Corsair 5), 2009
7. The Silent Sea 5), 2010
8. The Jungle 5), 2011
9. Mirage 5), 2013
10. Piranha 6), 2015
11. The Emperor’s revenge 6), 2016
12. Typhoon Fury 6), 2017
13. Shadow Tyrants 6), 2018
14. Final Option 6), 2019

### Isaac Bell nyomozó esetei
A történetek a, 20. század elején játszódnak az Egyesült Államokban, főhősük Isaac Bell, a Van Dorn Nyomozó Ügynökség vezető nyomozója. A Dirk Pitt regényekhez hasonlóan, a korabeli fejlett technológia itt is fontos szerepet játszik, mint például magán expressz vonatok, távírók, telefonok, dreadnought csatahajók és korai repülőgépek, valamint Bellnek is vonzódik a gépjárművek iránt és kiváló lövész. Az első könyvből kiderül, hogy Bell 1950-ben még él, feleségével és felnőtt gyermekeivel. Isaac Bell a Fargo Adventures sorozat The Grey Ghost című regény háttértörténetének főszereplője.
1. The Case – A hajsza, 2007 – A sátán bankárja Partvonal Könyvkiadó, 2015
2. The Wracker 7), 2009 – A pokol feneke Partvonal Könyvkiadó, 2016
3. The Spy 7), 2010
4. The Race 7), 2011
5. The Thief 7), 2012
6. The Striker 7), 2013
7. The Bootlegger 7), 2014
8. The Assassin 7), 2015
9. The Gangster 7), 2016
10. The Cutthroat 7), 2017
11. The Titanic Secret 5), 2019

### Fargo Adventures
A sorozat középpontjában Sam és Remi Fargo, a kincsvadász házaspár áll, történeteikben ősi rejtélyek és elveszett kincsek után kutatnak egzotikus helyszíneken.
1. Spartan Gold 8), 2009
2. Lost Empire 8), 2010
3. The Kingdom 8), 2011
4. The Tombs 9), 2012
5. The Mayan Secrets 9), 2013
6. The Exe of Heaven 10), 2014
7. The Solomon Curse 10), 2015
8. Pirate 11), 2016
9. The Romanov Ransom 11), 2017
10. The Grey Ghost 11), 2018
11. The Oracle 11), 2019
12. Wrath of Poseidon 11), 2020

### Ismeretterjesztő művek
- The Sea Hunters: True Adventures With Famous Shipwrecks4), 1996
- Clive Cussler and Dirk Pitt Revealed – Clive Cussler és Dirk Pitt bemutatták4), 1998 – összefoglalók a megjelent könyvekről, szereplőkről, Clive Cussler életrejz és interjú, valamint a "The Reunion" című novella
- The Sea Hunters II: Diving the World's Seas for Famous Shipwrecks4), 2002
- Built for Adventure: The Classic Automobiles of Clive Cussler and Dirk Pitt, 2011
- Built for Thrill: More Classic Automobiles from Clive Cussler and Dirk Pitt, 2016

### Gyerekkönyvek
- The Adventures of Vin Fiz, 2006
- The Adventures of Hotsy Totsy, 2010

 Megjegyzések 
1) A regény társszerzője Clive Cussler fia, Dirk
2) Paul Kemprecos-szal közösen írt könyv
3) Graham Brown-nal közösen írt könyv
4) Craig Dirgo-val közösen írt könyv
5) Jack Du Brul-lal közösen írt könyv
6) Boyd Morrison-nal közösen írt könyv
7) Justin Scott-tal közösen írt könyv
8) Grant Blackwood-dal közösen írt könyv
9) Thomas Perry-vel közösen írt könyv
10) Russell Blake-kel társszerzõ könyv
11) Robin Burcell-lel közösen írt könyv

## Fontosabb szereplők

### Dirk Pitt kalandjai
- Dirk Pitt – A Dirk Pitt regénysorozat főszereplője, a NUMA Különleges Osztály igazgatója, majd Sandecker admirális után annak vezetője, a légierő alezredese
- Albert Cassius „Al” Giordino – Dirk Pitt jobbkeze, a NUMA Különleges Osztály igazgatóhelyettese, a légierő századosa
- James Sandecker admirális – Nyugdíjas admirális, a NUMA létrehozója és igazgatója, majd az Egyesült Államok alelnöke, különös ismertetőjele vörös haja és Vandyke szakálla
- Rudolph „Rudi” Gunn – Sandecker admirális helyettese, a NUMA oceanográfiai aligazgatója, korábban a haditengerészet parancsnoka)
- Dirk Pitt, Jr. – Dirk Pitt fia, szinte fiatalkori mása, a NUMA tagja, majd apját követően a Különleges Osztály igazgatója
- Summer Pitt – Dirk Pitt lánya, a NUMA kutatója
- St. Julien Perlmutter – tengerészeti történész, a legnagyobb tengerészet történeti könyvtár és levéltár tulajdonosa, ínyenc szakács és borgyűjtő
- Hram Yeager – a NUMA számítógépes zsenije, legfontosabb alkotása és „munkatársa” az önálló személyiségű „Max” nevű szuper-számítógépes rendszer

### NUMA-akták
- Kurt Austin – A NUMA akták sorozat főszereplője és a Különleges Feladatok Divíziójának vezetője, korábban a CIA tenger alatti nyomozó csapatának vezetője
- Jose „Joe” Zavala – Kurt Austin jobbkeze és a Különleges Feladatok Divíziójának tagja, tengerészmérnök
- Paul Trout – a Különleges Feladatok Csoportjának tagja; Gamay Trout férje, az oceanográfia doktora
- Gamay Trout – a Különleges Feladatok Csoportjának tagja; Paul Trout felesége, tengeri régész, tengerbiológus

### Fargo Adventures
- Sam Fargo – a Fargo Adventures sorozat főszereplője, Remi férje
- Remi Fargo – a Fargo Adventures sorozat főszereplője, Sam felesége
- Selma Wondrash – Fargo-ék fő kutatója
- Wendy Corden – Selma kutató asszisztense
- Pete Jeffcoat – Selma kutató asszisztense
- Rube Hayward – Fargo-ék CIA kapcsolattartója
- Lazlo Kemp – professzor

### Oregon-akták
- Juan Cabrillo – a Cég igazgatója
- Max Hanley – a Cég elnöke
- Richard Truitt – a Cég műveleti alelnöke
- George Adams – helikopterpilóta / zsoldos
- Rick Barrett – séf / zsoldos
- Monica Crabtree – ellátási és logisztikai koordinátor / zsoldos
- Carl Gannon – általános műveletei főnök / zsoldos
- Chuck "Pici" Gunderson – főpilóta / zsoldos
- Michael Halpert – pénzügy és számviteli előadó/ zsoldos
- Cliff Hornsby – általános műveletei főnök / zsoldos
- Julia Huxley – orvosi tiszt / zsoldos
- Pete Jones – általános művelete főnök / zsoldos
- Hali Kasim – kommunikációs szakértő / zsoldos
- Larry King – mesterlövész / zsoldos
- Franklin Lincoln – általános műveletei főnök / zsoldos
- Bob Meadows – általános műveletei főnök / zsoldos
- Mark Murphy – fegyverszakértő / zsoldos
- Kevin Nixon – trükkmester / zsoldos
- Sam Pryor – gépészmérnök / zsoldos
- Gunther Reinholt – gépészmérnök / zsoldos
- Tom Reyes – általános műveletei főnök / zsoldos
- Linda Ross – biztonsági és felderítési szakértő / zsoldos
- Eddie Seng – stratégiai és szárazföldi műveletei igazgató / zsoldos
- Eric Stone – Vezérlőtermi műveleti főnök / zsoldos
- Mike Trono – általános műveletei főnök / zsoldos
- Marion "MacD" MacDougall Lawless III – általános műveletei főnök / zsoldos
- Langston Overholt IV. – A Cég CIA kapcsolattartója

### Isaac Bell Adventures
- Isaac Bell – az Isaac Bell Adventures sorozat főszereplője és a Van Dorn nyomozó ügynökség fő nyomozója
- Marion Morgan – Isaac Bell vőlegénye és később a felesége
- Joseph Van Dorn – a Van Dorn Detektív Ügynökség tulajdonosa
- Archibald Angel „Archie” Abbott – Isaac Bell barátja és nyomozó társa a Van Dorn nyomozó ügynökségnél
- James Comden bíró – nagyhatalmú és korrupt politikai antagonista, Isaac Bell kortársa
- Aloysius "Wish" Clarke – a Van Dorn Detektív Ügynökség nyomozója, a fiatal Isaac Bell alkalmi mentorja, alkoholista

## Magyarul
- Éjszakai portya; ford. Ditrói Ferencné; Lap-ics, Debrecen, 1992
- Légitámadás; ford. Prince-L Pénzügyi és Gazdasági Befektetési Tanácsadó BT; Lap-ics, Debrecen, 1992
- Sárkány, 1-2.; ford. Prince-L Pénzügyi és Gazdasági Befektetési Tanácsadó BT; Lap-ics, Debrecen, 1993
- Cyclops, 1-2.; ford. Ditroi Ferencné; Lap-ics, Debrecen, 1994
- A jéghegy; ford. Tilki Ágnes; Lap-ics, Debrecen, 1995
- Kísértethajó; ford. Váradi Judit; Lap-ics, Debrecen, 1996
- Emeld ki a Titanicot!; ford. Palkó Ági; Lap-ics, Debrecen, 1997
- Inka arany; ford. Szegi György; Lap-ics, Debrecen, 1997
- Szahara; ford. Nitkovszki Staniszlav; Aquila, Debrecen, 1998
- Hullámtörés; ford. Bartha Réka; Aquila, Debrecen, 2001 (Kondor könyvek)
- Walhalla visszatér; ford. Bornai Tibor; Reader's Digest, Bp., 2003 (Reader's Digest válogatott könyvek)
- Pólusváltás; ford. V. Csatáry Tünde, Varga Mihály; Aquila, Debrecen, 2006
- A kán kincse; ford. Nitkovszki Stanislaw; Aquila, Debrecen, 2007
- Clive Cussler–Craig Dirgo: Az arany Buddha. Oregon-akták 1. kötet; ford. Gondos László; I. P. C. Könyvek, Bp., 2011 (I. P. C. könyvek)
- Clive Cussler–Craig Dirgo: A szent kő. Oregon-akták 2. kötet; ford. Gondos László; I. P. C. Könyvek, Bp., 2011 (I. P. C. könyvek)
- Clive Cussler–Jack Du Brul: Éjjeli őrség. Oregon-akták 3. kötet; ford. Gondos László; I. P. C. Könyvek, Bp., 2013 (I. P. C. könyvek)
- Clive Cussler–Jack Du Brul: Csontvázpart. Oregon-akták; ford. Gondos László; I. P. C. Könyvek, Bp., 2015 (I. P. C. könyvek)
- Clive Cussler–Jack Du Brul: Járványhajó. Oregon-akták; ford. Fazekas László; I. P. C. Könyvek, Bp., 2015 (I. P. C. könyvek)
- Clive Cussler–Paul Kemprecos: Tollas kígyó. NUMA-akták; ford. Habony Gábor; I. P. C. Könyvek, Bp., 2015 (I. P. C. könyvek)
- A sátán bankárja. Isaac Bell nyomozó esetei; ford. Lakatos Anna; Partvonal, Bp., 2015
- Clive Cussler–Justin Scott: A pokol feneke; ford. Lakatos Anna; Partvonal, Bp., 2016
- Clive Cussler–Paul Kemprecos: Kék arany. NUMA-akták; ford. Habony Gábor; I. P. C. Könyvek, Bp., 2016 (I. P. C. könyvek)
- Clive Cussler–Paul Kemprecos: Tűzjég. NUMA-akták; ford. Habony Gábor; I. P. C. Könyvek, Bp., 2017 (I. P. C. könyvek)
- Clive Cussler–Paul Kemprecos: Fehér halál. Numa-akták; ford. Habony Gábor; I. P. C. Könyvek, Bp., 2018 (I. P. C. könyvek)
- Clive Cussler–Paul Kemprecos: Az elveszett város; ford. Habony Gábor; I. P. C. Könyvek, Bp., 2019 (I. P. C. könyvek)
- Clive Cussler–Paul Kemprecos: Pólusváltás; ford. Habony Gábor; I. P. C. Könyvek, Bp., 2020 (I. P. C. könyvek)